# Scary Movie 5
Scary Movie 5 (estilizado como Scary MoVie) es una película estadounidense de humor negro de 2013. Es la quinta entrega de la saga de películas paródicas Scary Movie. Fue dirigida por Malcolm D. Lee, escrita por David Zucker y se estrenó el 12 de abril de 2013 en Estados Unidos y el 2 de mayo de 2013 en España.
La película se rodó en Atlanta, Georgia y fue protagonizada por Ashley Tisdale, Terry Crews, Erica Ash, Lindsay Lohan, Jerry O'Connell y Charlie Sheen, entre otros.

## Argumento
Charlie Sheen y Lindsay Lohan se reúnen para rodar una cinta sexual. Sin embargo, son atacados por una fuerza paranormal. Después se menciona que hallaron el cuerpo de Charlie, que sus hijas desaparecieron, que Lindsay Lohan tuvo que ser detenida de nuevo por el asesinato de Charlie Sheen, y se anuncia que una recompensa será dada a cualquier persona que encuentre a los niños desaparecidos. Los tres hijos de Charlie son reportados como desaparecidos. Varios meses después, Snoop Dogg y Mac Miller están en el bosque de Humboldt en busca de unas plantaciones ilegales de cannabis . En la fuga después del robo del cannabis , se refugian en una cabaña en el bosque. Al entrar ven tres criaturas extrañas, más tarde se confirman que son los hijos de Charlie, y son premiados con la recompensa.
Los niños salvajes son colocados en aislamiento en un Centro de investigación para el desarrollo infantil durante unos meses hasta que se consideran lo suficientemente aptos para ser devueltos a la sociedad bajo custodia familiar. Cuando el hermano de Charlie, Dan Sanders y su esposa Jody vienen a recogerlos, se les dice que pueden tenerlos a ellos si aceptan permanecer en una gran casa de clase media suburbana que el centro de investigación había equipado con cámaras de seguridad. Jody se molesta con criar a los niños al principio, pero pronto se resigna. En un intento de relacionarse con sus nuevos hijos, Jody entra a una audiciones de un baile de ballet: "El Lago de los Cisnes", y es aceptada para el papel principal.
Mientras tanto, en la nueva casa empiezan a suceder momentos paranormales durante las noches. Con el tiempo los niños les explican que los ataques que suceden en la casa son de "Mama", la madre fantasma de los niños, que está bajo una maldición y está tratando de recuperar a los pequeños para que pueda sacrificarlos junto con ella misma. María, la empleada doméstica hispana, se asusta y experimenta con diversos rituales para protegerse de los malos espíritus en la casa. Durante el día, Dan se siente frustrado con el modesto progreso de sus pruebas en un Centro de investigación de la inteligencia con unos primates; irónicamente, Dan no es lo suficientemente brillante como para darse cuenta de que uno de los chimpancés, César, ahora es en realidad mucho más inteligente que él.
Jody y Dan, con la ayuda de una amiga cercana a Jody, Kendra, tienen que encontrar rápidamente una manera de acabar con la maldición y salvar a su familia. En el camino, buscan la ayuda del psíquico Iván Atimarte, quien había ayudado a salvar la casa de la hermana María del demonio, quien resulta ser un fraude. Más tarde Jody consigue a un extractor de sueños llamado Dom Kolb, quien les ayuda a entender que la solución a sus problemas está en el misterioso Libro del Mal
Jody y Kendra van a la cabaña donde se encuentra el libro, pero dentro de ella se encontraban cuatro jóvenes y parecía una casa normal. Sorprendidas, preguntan si existe un sótano en la casa, y allí encuentran el Libro del Mal, lleno de palabras sin significado. Ambas pronuncian en el encantamiento repetidas veces, sin embargo, no ven el efecto que tiene el decir las palabras, (el efecto lo sufren los jóvenes católicos, que comienzan a mutilarse a sí mismos y a los demás) Cuando Jody pronuncia el contrahechizo, el efecto se detiene. Decepcionadas por no encontrar la solución que esperaban, deciden salir por una puerta alternativa para evitar una despedida tediosa con el grupo de jóvenes, además que intentan conseguir algún efecto repitiendo el encantamiento durante el camino de vuelta.
Cuando el fantasma "Mama" se lleva a los niños a un acantilado para sacrificarlos, Jody no consigue acabar con la maldición del libro, pero se las arregla para empujar al espíritu maligno hacia el lago, y éste es devorado por un tiburón.
Al darse cuenta de que el amor que tiene por sus hijos adoptivos es todo lo que necesita en la vida, Jody le dice a Kendra que haga su papel en el baile de ballet, el cual lo lleva a cabo al estilo de una estríper. El espectáculo es fuertemente aplaudido por el público que incluye a Jody, Dan, los hijos, César (quién resulta ser el narrador de la película) y María.
Al final la película era un sueño de Charlie cuando Lindsay venía a tener sexo con él. La película termina con Charlie siendo atropellado accidentalmente por Lindsay, luego de contarle su sueño a Don K.

## Reparto
- Ashley Tisdale como Jody Sanders.
- Simon Rex como Dan Sanders.
- Erica Ash como Kendra Brooks.
- Lidia Porto como María.
- Molly Shannon como Heather Darcy.
- Heather Locklear como Bárbara.
- J.P. Manoux como Pierre.
- Jerry O'Connell como Christian Grey.
- Sarah Hyland como Mia.
- Katrina Bowden como Natali.
- Jasmine Guy como La madre de Kendra.
- Lil Duval como Hermano de Kendra.
- Katt Williams como Blaine Fulsda / Ivan Atimarte.
- Tyler Posey como Peter.
- Charlie Sheen como él mismo.
- Lindsay Lohan como ella misma.
- Ben Cornish

### Invitados especiales
- Snoop Dogg
- Mike Tyson
- Mac Miller
- Sheree Whitfield
- Big Ang
- Usher
- Maui

## Parodias

### Principales
- Mamá
- Black Swan
- Paranormal Activity
- The Evil Dead
- Rise of the Planet of the Apes
- Inception

### Otras
- El origen, cuando la chica salta de la ventana.
- Cincuenta sombras de Grey, cuando Jody sueña con Christian Grey.
- Insidious, en la escena donde se usa la máscara.
- Sinister, cuando la niña sale de la caja y dice una frase.
- Ted, cuando Jody aparece con el oso teniendo sexo vaginal.
- 127 horas Una de las obras de ballet.
- Stuart Little Cuando van en el mini auto rojo a la cabaña en el bosque.
- The Cabin in the Woods, Friday the 13th, The Texas Chain Saw Massacre, The Blair Witch Project, The Munsters, mencionadas.

## Música
Scary Movie 5: Original Motion Picture Soundtrack es la Banda Sonora de la película.
| N.º | Título                         | Performer(s)                 | Duración |  |
| 1.  | «Werk Me»                      | Hyper Crush                  | 3:50     |  |
| 2.  | «Way Out Willie»               | Dug                          | 2:19     |  |
| 3.  | «I Want Her»                   | Blind Truth & Georgia Harris | 3:04     |  |
| 4.  | «How You Girlz Git Down»       | Marcus Latief Scott          | 3:40     |  |
| 5.  | «Everybody Feel It»            | Hit Feeling Productions      | 3:22     |  |
| 6.  | «Electricity»                  | John Costello                | 1:47     |  |
| 7.  | «Lakme – Flower Duet»          | Apollo Symphony Orchestra    | 3:28     |  |
| 8.  | «Thunder»                      | The League                   | 4:15     |  |
| 9.  | «Pimp Cup»                     | Tarik NuClothes              | 2:12     |  |
| 10. | «Right There»                  | Bellringer                   | 3:35     |  |
| 11. | «Livin' Loud»                  | D.J. FiFi                    | 3:33     |  |
| 12. | «Swan Lake (Waltz of Flowers)» | Yuri Botnari                 | 2:59     |  |
| 13. | «Somewhere in This World»      | Pete Peterkin                | 3:15     |  |
| 14. | «Ready for War»                | MicLordz & Sauce Funky       | 3:14     |  |

## Recepción
Scary Movie 5 no se proyectó con antelación para los críticos. La película recibió críticas negativas por parte de la crítica. En Rotten Tomatoes, la película tiene una puntuación del 4% basada en 52 críticas y una calificación media de 2,29 sobre 10. El consenso del sitio afirma: «Juvenil incluso para los estándares de Scary Movie, esta quinta entrega ofrece gags rancios de la cultura pop que generan pocas risas". En Metacritic, la película tiene una puntuación de 11 sobre 100 basada en 16 críticas, lo que indica una “aversión abrumadora”. El público encuestado por CinemaScore dio a la película una calificación de “C-” en una escala de A+ a F.
IGN otorgó a la película una puntuación de 1,0 sobre 10. Stephanie Merry, de The Washington Post, le concedió cero estrellas y afirmó: «La película es tan espantosa que incluso un cinéfilo que se haya reído a carcajadas de Los aristócratas no sentirá más que un profundo vacío cuando empiecen a rodar los créditos finales, preguntándose si un chiste sólido era demasiado pedir de una película que se anuncia a sí misma como comedia».
Joe Neumaier, del New York Daily News, concedió una estrella a la película y dijo: «Al igual que gran parte de esta serie -creada en 2000 por los hermanos Wayans y dirigida de forma intermitente por el veterano David Zucker, aunque aquí toma el relevo el recién llegado Malcolm D. Lee-, se supone que la mera mención de un personaje o título conocido de la cultura pop tiene que ser hilarante. A menudo no lo es y, de hecho, la constante mención de nombres y el humor soez llegan a cansar (en una película que dura al menos 10 minutos de más). Por suerte, gente como Snoop y buenos deportistas como Sheen y, sí, Lohan, rompen la monotonía. Hasta que, como una bestia no muerta, el aburrimiento y los chistes tontos vuelven rugiendo".